# 법철학
법철학(法哲學, 독일어: Rechtsphilosophie, 영어: Philosophy of law, legal philosophy)은 자연법과 실정법에 관해 철학적으로 고찰하며, 현행법 · 역사적 법 · 외국법을 직접 대상으로 하지 않고 법의 근본 원리를 탐구의 대상으로 하는 학문이다. 법철학은 법의 본질과 목적, 법의 개념, 법의 객관적 가치 또는 법의 이념, 법의 존재상태 또는 법의 효력 · 타당성, 법현상 등을 일반적으로 구명하고, 다시금 법의 제정 · 해석 · 적용에 특유의 논리 또는 법적 사유(思惟)의 기본적 카테고리나 법학 방법론을 고찰하는 것을 그 임무로 한다. 이와 같이 법철학은 법일반 즉 법 자체를 고찰대상으로 하지만, 그 구체적인 내용에 대해서는 다양한 견해가 있다.
법철학은 그 이론구성을 위하여 자연법, 현행법, 역사적 법, 국제법의 소재를 연구대상으로서 요구한다. 게다가 철학, 윤리학, 정치학, 경제학, 사회학 등의 여러 인접 과학의 성과까지도 고려하여야 하며, 특히 과거에 주장되어 전개된 여러 법철학적 사상의 비판적 검토를 통해 그것을 섭취하고 현대의 법철학적 연구에 이바지하여야 한다.
대체로 실정법학이 실정법을 대상으로 삼는 것에 비하여, 법철학은 자연법이나 법의 본질 등의 실정법 이외의 영역을 탐구하는 분야로 구분한다. 도쿄 제국대학 교수였던 호즈미 노부시게는 이러한 법철학에 역사법학 등의 비형이상학적인 방법론을 채용한 분야까지 포함하는 명칭으로 법리학(法理学)을 제안하기도 하였다.
"법철학"이라는 용어는 독일어 Rechtsphilosophie를 번역한 것으로, 주로 헤겔 이후에 일반화된 것으로 파악된다. 하지만 그 이전에도 법철학이라고 할 수 있는 논의는 꾸준히 이루어져 왔다.

## 같이 보기
- 구스타프 라드부르흐
- 이항녕
- 정치적 허무주의

## 참고 및 관련 문헌
- 이 문서에는 다음커뮤니케이션(현 카카오)에서 GFDL 또는 CC-SA 라이선스로 배포한 글로벌 세계대백과사전의 내용을 기초로 작성된 글이 포함되어 있습니다.
- 이상돈 (2003년 1월 20일). 《법철학》. 법문사. 426쪽. ISBN 89-18-01109-1.
- 정태욱 (2007). 《자유주의 법철학》. 한울(한울아카데미). ISBN 978-89-460-3829-5.
- 아르투어 카우프만 (2007).  김영환 역, 편집. 《법철학  (한국학술진흥재단 학술명저번역총서 서양편 209)》. 나남출판. ISBN 978-89-300-8237-2.
- 게오르크 W.F. 헤겔 (1997).  권응호 역, 편집. 《법철학 강요》. 홍신문화사. ISBN 89-7055-137-9.
- 최종고 (2007). 《법철학-제3판》. 박영사. ISBN 978-89-10-51442-8.
- 구스타브 라드브루흐 (2007).  최종고 역, 편집. 《법철학  (제3판) Rechtsphilosophie》. 삼영사. ISBN 978-89-445-0027-5.
- 한국법철학회 (1997). 《현대법철학의 흐름》. 법문사. ISBN 89-18-01101-6.
- N.브리스코른 (1996).  김일수 역, 편집. 《법철학  Rechtsphilosophie》. 서광사. ISBN 89-306-2205-4.
- 최종고 (2005). 《법철학-제2판》. 박영사. ISBN 89-10-51305-5.
- 권터 엘샤이트 (2001).  이종률 역, 편집. 《법철학의 기본문제》. 세종출판사. ISBN 89-7943-402-2.
- 이항녕. 《법철학개론》. 박영사. ISBN 89-10-51252-0.
- 마틴 골딩 (2004).  장영민 역, 편집. 《법철학  Philosophy of law》. 세창출판사. ISBN 89-8411-116-3.
- 호세 욤파르트 (2001).  정종휴 역, 편집. 《법철학의 길잡이  法學學習案內》. 경세원. ISBN 89-8341-042-6.
- 한국법철학회 (2002). 《응용법철학》. 아카넷. ISBN 89-89103-79-7.
- 이태언 (1997). 《법철학 강의》. 부산외국어대학교출판부. ISBN 89-8312-105-X.
- 심헌섭 (2001). 《분석과 비판의 법철학》. 법문사. ISBN 89-18-01038-9.
- 최봉철 역, 편집. (2007). 《현대법철학》. 법문사. ISBN 978-89-18-20016-3.